# Tylochromis intermedius
Tylochromis intermedius е вид бодлоперка от семейство Цихлиди (Cichlidae). Видът не е застрашен от изчезване.

## Разпространение
Разпространен е в Гамбия, Гана, Гвинея, Гвинея-Бисау, Кот д'Ивоар, Либерия, Сенегал и Сиера Леоне.

## Описание
На дължина достигат до 23 cm.